# مجلس شيوخ الجمهورية الرومانية

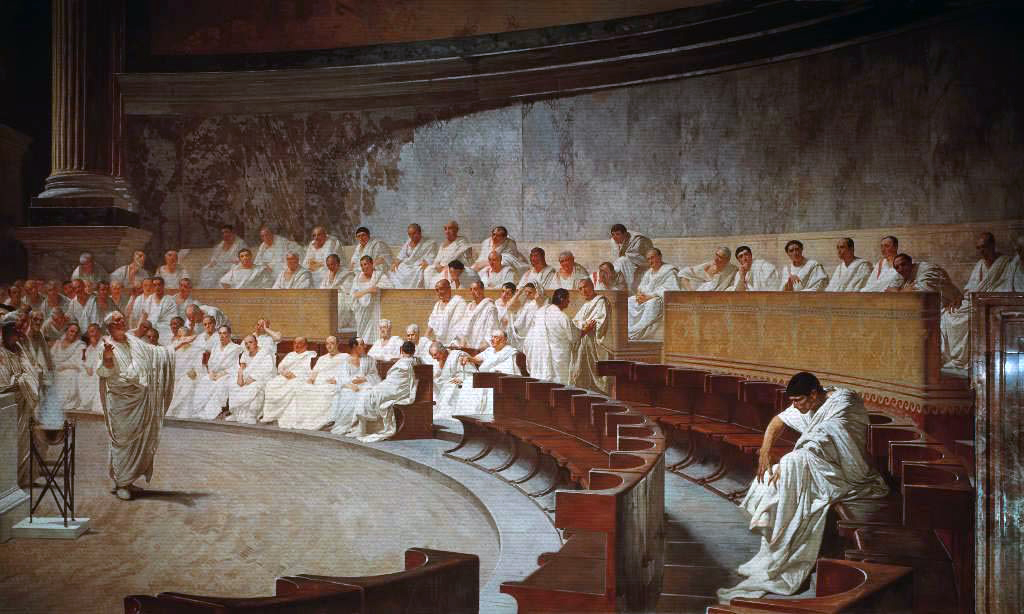
مجلس شيوخ الجمهورية الرومانية

مجلس الشيوخ هو المجلس الحاكم والاستشاري للطبقة الأرستقراطية في الجمهورية الرومانية القديمة. ولم يكن مجلس الشيوخ هيئة منتخبة، بل هيئة يعين أعضائها من قبل القناصل، وفي مرحلة لاحقة من قبل الرقباء. وبعد أن ينهي الحاكم الروماني فترة ولايته، كان يعين تلقائيًا في مجلس الشيوخ. ووفقًا للمؤرخ اليوناني بوليبيوس، مصدرنا الرئيسي لدستور الجمهورية الرومانية، كان مجلس الشيوخ الروماني الفرع المسيطر للحكومة. وأشار بوليبيوس إلى أن القناصل (أعلى رتبة من الحكام النظاميين) هم الذين قادوا الجيوش والحكومة المدنية في روما، وأن المجالس الرومانية كانت لها السلطة النهائية على الانتخابات والتشريعات والمحاكمات الجنائية. ومع ذلك نظرًا إلى أن مجلس الشيوخ كان يسيطر على المال والإدارة وتفاصيل السياسة الخارجية، فقد كان له أكبر قدر من السيطرة على الحياة اليومية. كانت سلطة ونفوذ مجلس الشيوخ مستمدة من الماضي، والمكانة العالية والهيبة لأعضاء مجلس الشيوخ، ونسب مجلس الشيوخ المتواصل، والذي يعود تاريخه إلى تأسيس الجمهورية في عام 509 قبل الميلاد. وتطور من مجلس شيوخ المملكة الرومانية، وأصبح مجلس شيوخ الإمبراطورية الرومانية.
في الأصل، كان رؤساء الحكام، القناصل، يعينون جميع أعضاء مجلس الشيوخ الجدد. وكانت لديهم أيضًا سلطة عزل الأفراد من مجلس الشيوخ. ونحو عام 318 قبل الميلاد أعطى «الاستفتاء الشعبي» (بلبيشيتوم أوفينيوم) هذه السلطة لحاكم روماني آخر، الرقيب، الذي احتفظ بهذه السلطة حتى نهاية عهد الجمهورية الرومانية. مثلما تطلب هذا القانون من الرقباء تعيين أي حاكم منتخب حديثًا في مجلس الشيوخ. وهكذا، بعد هذه النقطة الزمنية، أدى الانتخاب لمنصب الحكم إلى عضوية تلقائية في مجلس الشيوخ. وكانت مدة التعيين مدى الحياة، على الرغم من أن الرقيب يمكنه عزل أي عضو في مجلس الشيوخ.
وجه مجلس الشيوخ الحكام، وخاصة القناصل، في متابعتهم للنزاعات العسكرية. وكان لمجلس الشيوخ أيضًا درجة هائلة من السلطة على الحكومة المدنية في روما. كان هذا الحال بشكل خاص فيما يتعلق بإدارته لمالية الدولة، إذ كان المخول الوحيد الذي يمكنه تفويض صرف الأموال العامة من الخزينة. بالإضافة إلى ذلك، أصدر مجلس الشيوخ مراسيم تسمى سيناتوس كونسولتا، والتي كانت «نصيحة» رسمية من مجلس الشيوخ إلى الحاكم. ومن الناحية التقنية لم يكن من الضروري الانصياع لهذه المراسيم، إلا أن ذلك لم يكن الحال عمليًا. وأثناء حالة الطوارئ أمكن مجلس الشيوخ (ومجلس الشيوخ فقط) أن يأذن بتعيين دكتاتور. وقد جرى تعيين آخر دكتاتور في عام 202 قبل الميلاد. وبعد عام 202 قبل الميلاد استجاب مجلس الشيوخ لحالات الطوارئ بتمرير سيناتوس كونسولتوم أولتيموم (مرسوم مجلس الشيوخ الروماني الأخير)، الذي علق الحكومة المدنية وأعلن شيئًا مشابهًا للأحكام العرفية.

## المكان والمعايير الأخلاقية
كانت قواعد وإجراءات مجلس الشيوخ الروماني معقدة وقديمة. ونشأ العديد من هذه القواعد والإجراءات في السنوات الأولى للجمهورية، وجرى الحفاظ عليها على مر القرون بموجب مبدأ موس مايوروم («عادات القدماء»). بينما كانت اجتماعات مجلس الشيوخ يمكن أن تعقد إما داخل الحدود الرسمية للمدينة أو خارجها (بوميريوم)، فلا يمكن عقد أي اجتماع على بعد أكثر من ميل واحد خارج بوميريوم. وقد تعقد اجتماعات مجلس الشيوخ خارج الحدود الرسمية للمدينة لعدة أسباب. مثلًا، قد يرغب مجلس الشيوخ بمقابلة فرد، مثل سفير أجنبي، لم يرغبوا بالسماح له بدخول المدينة.
في بداية العام كان يُعقد أول اجتماع لمجلس الشيوخ دائمًا في معبد جوبيتر كابيتولينوس. ويمكن أن تشمل الأماكن الأخرى معبد فيدس أو معبد كونكورد، أو إذا كان الاجتماع خارج الحدود الرسمية للمدينة في معبد أبولو أو (في حالة اجتماع الحرب) في معبد بيلونا. وبالإضافة إلى ذلك عمل مجلس الشيوخ تحت قيود دينية مختلفة. مثلًا، قبل أن يبدأ أي اجتماع تقدم ذبيحة للآلهة، ويجري البحث عن البشائر الإلهية (الرعاية). وكانت الرعاية تستطلع من أجل تحديد ما إذا كان اجتماع مجلس الشيوخ هذا قد حظي بتأييد الآلهة. ولم يُسمح لمجلس الشيوخ بالاجتماع إلا في مبنى ذي أهمية دينية، مثل كوريو هوستيليا.
كانت المتطلبات الأخلاقية لأعضاء مجلس الشيوخ كبيرة. إذ لا يمكن لأعضاء مجلس الشيوخ الانخراط في الأعمال المصرفية أو أي شكل من أشكال العقود العامة دون موافقة قانونية. ولم يكن بإمكانهم امتلاك سفينة كبيرة بما يكفي للمشاركة في التجارة الخارجية دون موافقة قانونية، ولا يمكنهم مغادرة إيطاليا دون إذن من مجلس الشيوخ. بالإضافة إلى ذلك، نظرًا إلى عدم حصولهم على رواتب، سعى الأفراد عادةً إلى أن يصبحوا أعضاء في مجلس الشيوخ فقط إذا كانوا أثرياء بشكل مستقل.
كان الرقباء هم الحكام الذين طبقوا المعايير الأخلاقية لمجلس الشيوخ. عندما يعاقب الرقيب عضوًا في مجلس الشيوخ، كان عليهم الادعاء أن هناك فشلًا محددًا. وشملت الأسباب المحتملة لمعاقبة أحد الأعضاء الفساد، وإساءة استخدام عقوبة الإعدام، أو تجاهل نقض زميل، أو سابقة دستورية، أو الرعاية. ويمكن أيضًا معاقبة أعضاء مجلس الشيوخ الذين لا يلتزمون بقوانين مختلفة. في حين أن العقوبة يمكن أن تشمل العزل (الطرد) من مجلس الشيوخ، كانت العقوبة في كثير من الأحيان أقل قسوة من الطرد المباشر. وبينما كان المعيار مرتفعًا لطرد عضو من مجلس الشيوخ، كان من الأسهل حرمان المواطن من حق الانضمام إلى مجلس الشيوخ. ويمكن أن تؤدي الإخفاقات الأخلاقية المختلفة إلى عدم السماح للشخص بالانضمام إلى مجلس الشيوخ، بما في ذلك الإفلاس أو الدعارة أو تاريخ سابق في كونه مصارعًا (غلادياتر). وجعل قانون واحد (قانون ليكس روبوتونداروم لعام 123 قبل الميلاد) من غير القانوني للمواطن أن يصبح عضوًا في مجلس الشيوخ إذا كان قد أدين بارتكاب جريمة جنائية. وجرى سن العديد من هذه القوانين في القرن الأخير للجمهورية، حين بدأ الفساد العام يصل إلى مستويات غير مسبوقة.

## المناظرات
عادة ما كانت الاجتماعات تبدأ عند الفجر، على الرغم من أن بعض الأحداث (مثل المهرجانات) قد تؤخر بداية الاجتماع في بعض الأحيان. وكان على الحاكم الذي يرغب باستدعاء مجلس الشيوخ أن يصدر أمرًا إلزاميًا (كوجيري)، ويمكن معاقبة أعضاء مجلس الشيوخ إذا لم يحضروا دون سبب معقول. وفي عام 44 قبل الميلاد مثلًا، هدد القنصل مارك أنتوني بهدم منزل القنصل السابق شيشرون لهذا السبب بالذات. كانت اجتماعات مجلس الشيوخ علنية من الناحية التقنية لأن الأبواب عادة ما تُترك مفتوحة، ما يسمح للناس بالنظر إلى الداخل، ولكن أعضاء مجلس الشيوخ فقط هم الذين يمكنهم التحدث. وجرى توجيه مجلس الشيوخ من قبل رئيس حاكم، والذي كان عادةً إما قنصلًا (الحاكم الأعلى) أو إذا لم يكن القنصل متاحًا، كان البريتور (ثاني أعلى حاكم)، وعادة ما يكون البريتور المدني. وبحلول أواخر الجمهورية، كان هناك نوع آخر من الحكام، وهو المدافع عن العامة، يترأس المجلس في بعض الأحيان.